# Csilla Füri
Csilla Füri (ur. 24 kwietnia 1972 w Budapeszcie) – węgierska pięcioboistka nowoczesna, indywidualna mistrzyni Europy (2004), wielokrotna medalistka mistrzostw świata i Europy drużynowo i w sztafecie. Ma 160 cm wzrostu, waży 55 kg.

## Mistrzostwa Świata
| Mistrzostwa Świata | Miejsce       | Rok  | Konkurencja | Rezultat  |
| ------------------ | ------------- | ---- | ----------- | --------- |
| Bazylea 1995       | Bazylea       | 1995 | drużynowo   | 2.miejsce |
| San Francisco 2002 | San Francisco | 2002 | drużynowo   | 1.miejsce |
| Pesaro 2003        | Pesaro        | 2003 | sztafeta    | 1.miejsce |
| Pesaro 2003        | Pesaro        | 2003 | drużynowo   | 3.miejsce |
| Warszawa 2005      | Warszawa      | 2005 | drużynowo   | 2.miejsce |
| Gwatemala 2006     | Gwatemala     | 2006 | drużynowo   | 3.miejsce |

## Mistrzostwa Europy
| Mistrzostwa Europy | Miejsce | Rok  | Konkurencja   | Rezultat  |
| ------------------ | ------- | ---- | ------------- | --------- |
| Albena 2004        | Albena  | 2004 | indywidualnie | 1.miejsce |